# Bavagaliana
Bavagaliana (łac. Diocesis Bavagalianensis) – stolica historycznej diecezji w Cesarstwie rzymskim w prowincji Byzacena, współcześnie w Tunezji. Obecnie katolickie biskupstwo tytularne.

## Biskupi tytularni
| Lp. | Biskup                  | Funkcja                                          | Od                   | Do                  |
| --- | ----------------------- | ------------------------------------------------ | -------------------- | ------------------- |
| 1   | Jules Leguerrier        | wikariusz apostolski Baie de James (Kanada)      | 21 kwietnia 1964     | 13 lipca 1967       |
| 2   | Jan Theunissen          | administrator apostolski Islandii                | 14 października 1967 | 19 grudnia 1968     |
| 3   | Gabriel Manek           | emerytowany arcybiskup Ende (Indonezja)          | 19 grudnia 1968      | 15 maja 1976        |
| 4   | László Paskai           | administrator apostolski Veszprém (Węgry)        | 2 marca 1978         | 31 marca 1979       |
| 5   | István Bagi             | biskup pomocniczy Ostrzyhomia-Budapesztu (Węgry) | 31 marca 1979        | 31 stycznia 1986    |
| 6   | Alfredo Banluta Baquial | biskup pomocniczy Davao (Filipiny)               | 2 lutego 1988        | 1 marca 1993        |
| 7   | Aloysius Sudarso        | biskup pomocniczy Palembang (Indonezja)          | 17 listopada 1993    | 20 maja 1997        |
| 8   | Thomas Flanagan         | biskup pomocniczy San Antonio (USA)              | 5 stycznia 1998      | 9 października 2019 |
| 9   | Dario Rubén Quintana    | biskup pomocniczy Mar del Plata (Argentyna)      | 5 listopada 2019     | 21 kwietnia 2022    |
| 10  | Bertilo João Morsch     | biskup pomocniczy Porto Alegre (Brazylia)        | 17 maja 2022         |                     |